# Leptopelis viridis
Leptopelis viridis е вид жаба от семейство Arthroleptidae. Видът не е застрашен от изчезване.

## Разпространение
Разпространен е в Бенин, Буркина Фасо, Гамбия, Гана, Гвинея, Гвинея-Бисау, Демократична република Конго, Камерун, Кот д'Ивоар, Либерия, Нигер, Нигерия, Сенегал, Сиера Леоне и Того.